# Zoo Negara

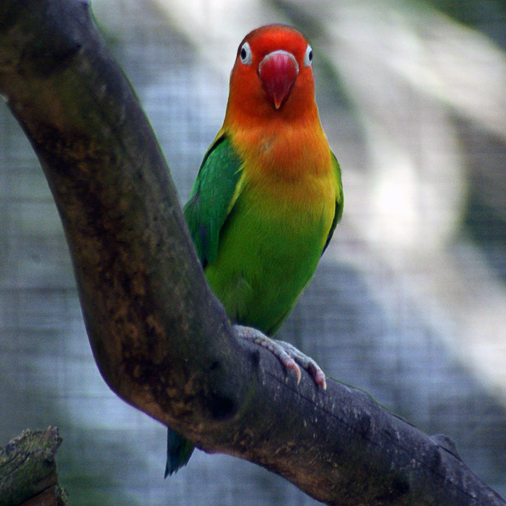
Inséparable de Fischer au Zoo Negara

Le Zoo Negara (littéralement Zoo National en malais) est un parc zoologique malaisien situé à Ampang Jaya, dans la périphérie nord-est de Kuala Lumpur. Ce zoo a été ouvert le 14 novembre 1963. Il est actuellement dirigé par une organisation non gouvernementale, la Société Zoologique Malaisienne. 
Le parc, d'une superficie de 49 ha, présente environ 5 200 animaux de 460 espèces, dont le Chat de Temminck. Il est un des rares parcs zoologiques à présenter des pandas géants.